# Harry Emerson Fosdick
Harry Emerson Fosdick, född 24 maj 1878, död 5 oktober 1969, var en amerikansk baptist.
Fosdick var pastor vid Firstchurch, Montclair, New Jersey 1904-1915, blev 1908 lärare i homiletik och 1915 professor i praktisk teologi vid Union Theological Seminary i New York. År 1918 blev han predikant i First Presbyterian Church där. Fosdicks radikala teologi, som bland annat framställde alla som ville följa Kristus som kristna, oavsett trosbekännelse, gjorde att han 1925 måste lämna sin predikantbefattning. Han kallades då till Park Avenue Baptist Church i New York och verkade senare vid Riverside Church, som av John D. Rockefeller byggts för hans räkning. Fosdicks teologiska och uppbyggliga skrifter har översatts till flera språk. År 1927 tilldelades han guldmedalj av National Institute of Social Sciences.

## Svenska översättningar
- Bönen: studier och tankar (översättning Elin Silén, 1919)
- Tron (1922)
- I Mästarens tjänst (översättning John Lindskog, 1924)
- Bibeln och vår tid (översättning J. Lindskog, 1925)
- Den andra milen (översättning J. Lindskog, 1925)
- Kristendom och framåtskridande (översättning Elisabet Åkesson, 1927)
- Till Palestina: en pilgrimsfärd (översättning Gunhild Tegen, 1928)
- Karaktärsdaning (översättning J. Lindskog, 1928)
- Religionen ett vågstycke (översättning Elin Silén, 1929)
- Världens hopp: tjugofem predikningar över nutida kristendom (översättning Augusta och Emil Helmer, 1935)